# Jim Thorpe (Pennsylvania)
Jim Thorpe település az Amerikai Egyesült Államok Pennsylvania államában, Carbon megyében, melynek megyeszékhelye is. Lakosainak száma 4507 fő (2020. április 1.).

## Népesség
A település népességének változása:

| 2010 | 4 781 |
| 2020 | 4 507 |